# Międzymorze Fińsko-Karelskie

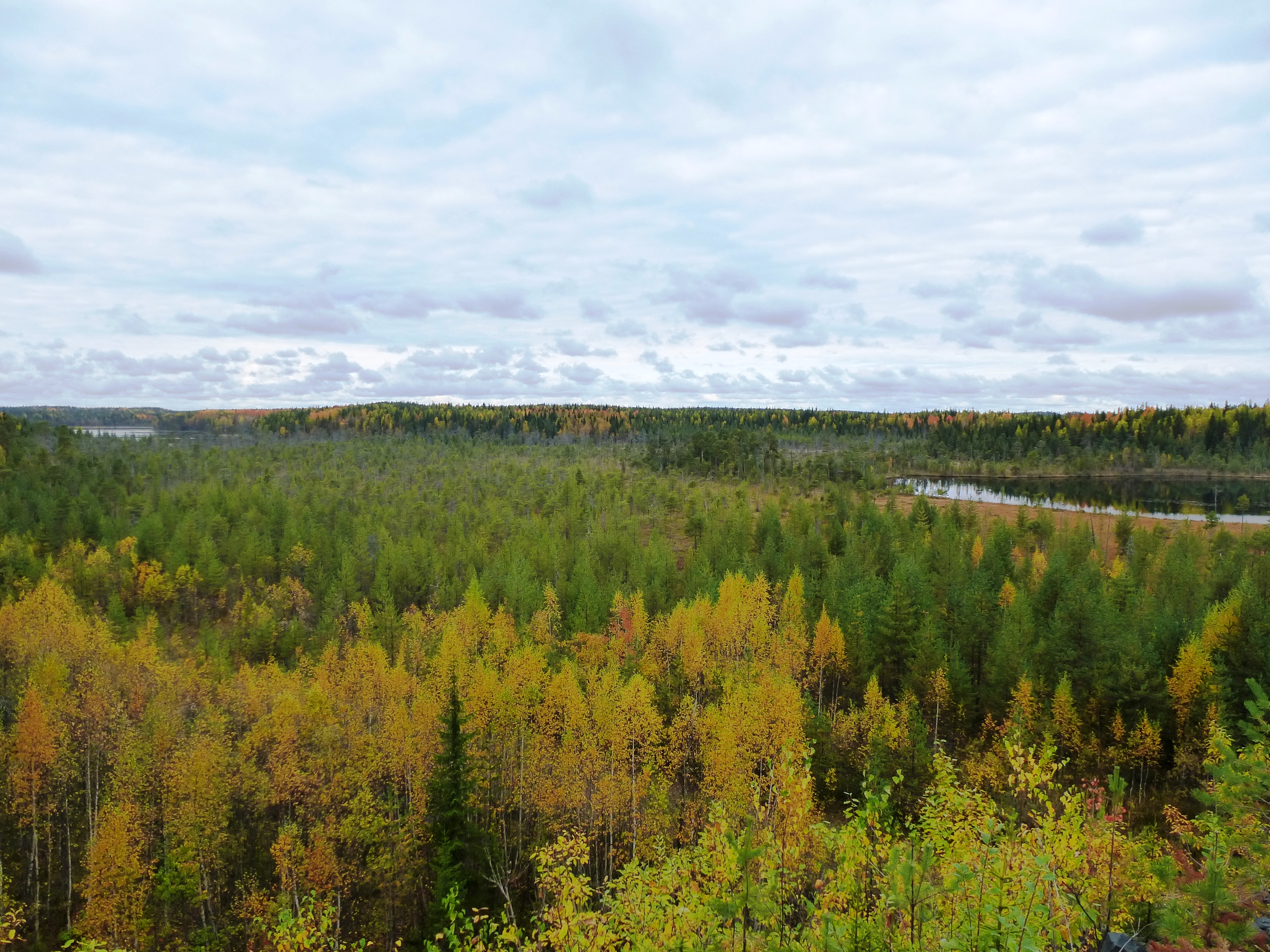
Typowa dla Międzymorza Fińsko-Karelskiego tajga

Międzymorze Fińsko-Karelskie – region geograficzny w północnej Europie, u nasady Półwyspu Fennoskandzkiego. Znajduje się pomiędzy zatokami: Botnicką, Fińską (Morze Bałtyckie), Oneską i Kandałakszą (Morze Białe).
Międzymorze Fińsko-Karelskie zajmuje powierzchnię około 480 tys. km². Na jego obszarze znajdują się takie regiony jak: Obniżenie Południowokarelskie, Nizina Południowofińska, Nizina Wschodniobotnicka, Pojezierze Fińskie, Góry Karelskie, Pojezierze Karelskie. W centralnej części regionu znajdują się niewysokie Wzniesienia Karelskie (około 400 m n.p.m.).
Obszar Międzymorza porośnięty jest w przeważającej części tajgą. Stąd główną gałęzią gospodarki jest leśnictwo. Oprócz tego funkcjonuje przemysł wydobywczy (wanad, nikiel, kobalt, miedź).